# Test immunoenzimatico

Anticorpi

I test immunoenzimatici sono test che servono a rilevare l'eventuale presenza di anticorpi o di antigeni in un campione, tipicamente nel sangue. Ciò permette per esempio di accertare un'avvenuta infezione.

## Descrizione
Per individuare un particolare anticorpo si utilizza l'antigene, contro cui è diretto tale anticorpo, il quale andrà a legarsi con quest'ultimo, se presente. Oppure, in modo speculare, è possibile utilizzare un particolare anticorpo per rivelare l'antigene incognito. Questa intercambiabilità di antigeni e anticorpi come legandi e come rivelatori spiega l'enorme versatilità delle tecniche immunoenzimatiche.

La presenza del complesso antigene-anticorpo così formatosi, reso visibile con particolari procedure, è indice della presenza dell'anticorpo, o dell'antigene, cercato.

Caratteristica peculiare dei test immunoenzimatici (accomunati dalla generica sigla EIA: Enzyme Immuno Assay) è quella di sfruttare in modo accoppiato una reazione immunologica (legame antigene-anticorpo) per legare selettivamente la molecola ricercata, e una reazione enzimatica per produrre un segnale colorato facilmente misurabile a occhio o in modo quantitativo con appositi fotometri. La componente immunologica del test ne assicura la specificità mentre la componente enzimatica ne assicura la sensibilità analitica. 
Successivamente, tenendo fermo il concetto generale di usare una reazione antigene-anticorpo, altre tecnologie analitiche hanno sostituito la rivelazione enzimatica, ottenendone vantaggi di sensibilità, linearità o praticabilità. Tali tecnologie (cumulativamente dette "immunometriche") possono usare ad esempio segnali radioattivi o fluorescenti, in test che si chiamano rispettivamente RIA (Radio Immuno Assays) o FIA (Fluoro Immuno Assays). 
L'elemento chiave per lo sviluppo dei test immunoenzimatici è stata la capacità tecnologica, diffusasi a partire dal decennio 1970-1980, di legare una molecola di anticorpo con una molecola di enzima, mediante stabili legami covalenti, in modo tale che nella nuova molecola di sintesi ("il coniugato") sia l'anticorpo sia l'enzima mantenessero le proprie specifiche funzioni. 
In un tipico sistema immunoenzimatico, schematicamente, si incontrano sempre i seguenti componenti: 1) il legando, che è la molecola da cercare; 2) il coniugato, che è l'anticorpo legato all'enzima rivelatore; 3) il substrato cromogeno, ossia una molecola incolore che viene attaccata dall'enzima e scissa in due prodotti, uno dei quali visibilmente colorato.
Tenendo fermo il concetto chiave della coniugazione in una nuova molecola di funzioni immunologiche ed enzimatiche,  i test sono poi stati implementati in numerose varianti tecniche, caratterizzati da varie sigle, tutte volte a risolvere in modo più o meno brillante il principale problema analitico posto da questa tecnologia, che è quello -dopo aver incubato il reagente immunoenzimatico con l'analita incognito- di distinguere l'anticorpo rimasto libero dall'anticorpo che invece si è legato alla molecola cercata, segnalandone la presenza. 
Nella pratica per distinguere l'anticorpo libero da legato sono in uso due distinti approcci, detti "analisi in fase eterogenea" e "analisi in fase omogenea". 
Nei test in fase eterogenea avviene la rimozione fisica della componente non legata, mediante procedure di lavaggio o di centrifugazione. Queste procedure richiedono quindi passaggi aggiuntivi, da eseguirsi a mano o con analizzatori dedicati allo specifico scopo. 
Nei test in fase omogenea la componente libera e quella legata restano in soluzione entro la stessa cuvetta di incubazione, ma vengono distinti in base a specifiche differenze di comportamento introdotte dall'avvenuto legame. Ad esempio nella tecnologia EMIT, impiegata negli anni '80 per dosaggio di farmaci, dopo il legame l'enzima si inattiva e non genera più segnale. Le tecnologie in fase omogenea per un verso sono più raffinate e costose, dall'altro consentono di usare la comune strumentazione automatica fotometrica di chimica clinica.
Esempi di test immunoenzimatici sono:
- il test ELISA
- il test ELFA
- il test MEIA